# Dirk Coorevits
Dirk Coorevits (Waregem, 13 augustus 1959) is een Belgisch bedrijfsleider. Sinds 1998 is hij CEO van lijm- en siliconenproducent Soudal.

## Levensloop
Dirk Coorevits studeerde toegepaste economische wetenschappen aan de UFSIA in Antwerpen en advanced management aan de Vlerick Business School en het INSEAD.
In 1982 startte hij zijn carrière als exportmanager bij de Turnhoutse lijm- en siliconenproducent Soudal. In 1998 werd hij er CEO.
Coorevits werd in januari 2021 door het zakenmagazine Trends tot Manager van het Jaar 2020 uitgeroepen.